# 天主教伯明翰總教區
天主教伯明翰總教區（拉丁語：Archidioecesis Birminghamiensis）是英國英格蘭一個羅馬天主教教省總教區，也是英格蘭五個總教區之一。總教區管轄泰晤士河以北的牛津郡、傳統上的沃里克郡、伍斯特郡和斯塔福德郡。
總教區下轄什魯斯伯里和克利夫頓兩個教區，2011年時有286,700名教友（佔轄區總人口5.3%）、224個堂區、354名司鐸、81名終身執事、179名修士和521名修女。現任總主教為伯爾納鐸·朗利，輔理主教為威廉·肯尼、達味·厄爾尼斯特·嘉祿·埃文斯和德範·雅各伯·老楞佐·賴特，榮休輔理主教為斐理伯·帕哲特和達味·C·麥戈夫。
英格蘭於1850年恢復聖統制，升為教區，屬威斯敏斯特總教區。教區於1911年升為總教區。